# Tania Cosentino
Tânia Cosentino (São Paulo, São Paulo, Brasil) foi presidente da Schneider Electric, Hoje ela preside a Microsoft no Brasil. Tânia que possui 30 anos de carreira profissional é a unica mulher latina-americana reconhecida por seu trabalho a favor da sustentabilidade, pela Organização das Nações Unidas (ONU). 
Tânia Cosentino nasceu na cidade de São Paulo, é formada em engenharia elétrica pela Faculdade de Engenharia em São Paulo. Ainda na área da engenharia elétrica, Tânia trabalhou na empresa Schneider Electric por 18 anos onde ocupou os cargos de gerente nacional de vendas, diretora comercial e até que em 2009 se tornou presidente da empresa no Brasil até o ano de 2013, quando se tornou presidente da empresa em toda America-Latina até o ano de 2018.
No ano de 2017 foi reconhecida pela Organização das Nações Unidas por seus trabalhos em prol do desenvolvimento sustentável.  ""Tânia tem desenvolvido, de maneira impactante, soluções diferenciadas e sustentáveis para a redução da emissão de carbono”, disse Lise Kingo, CEO e diretora executiva do Pacto Global da ONU."
Tânia sempre esteve envolvida em projetos socioambientais, como um que desenvolveu em parceria com o Senai profissionalizante que resultou em mias de 30 mil jovens brasileiros formados na área. Alem disso, Tânia que foi classificada pela Bain&Company, como exceção por fazer parte dos 3% de mulheres que são presidentes em empresas no pais, participa como signatária do fórum LBGT e é ativa em projetos a favor da valorização das mulheres no mercado de trabalho, como por exemplo HeForShe., o que a tornou uma grande referencia para diferentes empresas em toda América-Latina.